# Lijst van Belgische dirigenten
Dit is een lijst van Belgische dirigenten.
- Flor Alpaerts
- Guy Audenaert
- Geert Baetens
- Pierre Bartholomée
- Arsène Becuwe
- Wim Belaen
- Constantin Bender
- Jean-Valentin Bender
- Jean-Luc Bertel
- Kurt Bikkembergs
- Jules Blangenois
- Chris Blom
- Walter Boeykens
- Maurice Bonnaerens
- Juri Briat
- Dirk Brossé
- Valéry Bury
- Bernard Buyse
- Joseph Callaerts
- Karel Candael
- Louis Canivez
- Auguste Cantillon
- Jef Cambré
- Roland Cardon
- René de Ceuninck
- Frank Clarysse
- André Cluytens
- Frank Commeene
- Pascal Cooman
- Alain Crépin
- Bernardus Crombez
- Louis Croonenbergs
- Dieudonné Dagnelies
- Marcel De Boeck
- Piet De Block
- Jan De Bondt
- Dirk De Caluwé
- Emiel De Cloedt
- René Defossez
- Joris Degeest
- David De Geest
- Léonard de Hodémont
- Jos de Klerk
- Hans Demeurisse
- Willy Demey
- Noël Demeyere
- Martijn Dendievel
- René Denecker
- Raf De keninck
- Désiré De Pauw
- Gustaaf de Pauw
- Raymond De Pauw
- Guido De Ranter
- Henri de Remouchamps
- Karel De Schrijver
- Lodewijk de Vocht
- Frank De Vuyst
- Gustaaf Devolder
- Frederik Devreese
- Johan De Win
- Karel De Wolf
- Jos D'hollander
- Frans Dierickx
- Paul Douliez
- Yvon Ducène
- Guy Duijck

- Henry Du Mont
- Ernest van der Eyken
- Georges Follman
- Willy Fransen
- Charles Frison
- Louis Gasia
- Lucien Gekiere
- Rik Ghesquière
- Léon-Bernard Giot
- François Glorieux
- Luc Goeman
- Jan Jacob Gruyters
- Max Guillaume
- Jan Hadermann
- Rudy Haemers
- Henri Hamal
- Henri-Guillaume Hamal
- Jean-Noël Hamal
- Jos Hanniken
- Charles Louis Hanssens
- Ruud Hawinkel
- Arthur Heldenberg
- Rony D'Herck
- Philippe Herreweghe
- Hubert-Ferdinand Kufferath
- Louis Kufferath
- Maurice Kufferath
- Frans Kuypers
- Henri-Joseph Labory
- Bram Lamberts
- Jean Lambrechts
- Henri Lannoy
- Wim Lasoen
- Franz Laumans
- Paul-Henri-Joseph Lebrun
- Clovis Lecail
- Astrid Lecluyse
- Pieter Leemans
- Albert Lefèbvre
- Kristof Lefebvre
- Hubert Lelièvre
- Deodatus Alphonse Lemaire
- Jos Lerinckx
- Jean-Pierre Leveugle
- Michel Leveugle
- Bruno Leys
- Auguste Liessens
- Albert Lietaert
- Henri Lietaert
- Emile Limbor
- Joris Lippens
- Georges Lonque
- Edward Loos
- Jan Loris
- Guy-Philippe Luypaerts
- George Luyten
- Amand Maerten
- Leopold Maertens
- Ernest Maes
- Léon Maes
- Alfred Mahy
- Charles-Albert Maiscocq
- Geert Malisse
- Robert Mans
- Jacques Martin
- Armand Marsick
- Emiel Henri Martony
- Erik Mast
- Marcel Mattheessens
- Frans Meert
- August Meeus
- Lode Meeus
- Manu Mellaerts
- Fernand Mertens
- Lode Mertens

- Henri Mestrez
- Arthur Meulemans
- Ivan Meylemans
- Nico Meylemans
- Karel Miry
- Léon Moeremans
- Jos Moerenhout
- Gustaf Moerman
- Hendrik Moerman
- Pieter Moerman
- Prosper Moerman
- Constant Moreau
- Georges Moreau
- Renaat Mores
- Justin Muldermans
- Karel Muldermans
- Victor Petrus Ludovicus Muyldermans
- Roger Muylle
- Jozef Nachtergaele
- Jacques-Antoine-Baptiste Neerman
- Vic Nees
- Nico Neyens
- Frederik Neyrinck
- Luc Neirynck
- Alfons Nicolaï
- Denis Nicolas
- Johan Nijs
- Norbert Nozy
- Frank Nuyts
- Gaston Nuyts
- Georges Octors
- Tonny Osaer
- Karel Otto
- Leo Ouderits
- Jules Painparé
- Erwin Pallemans
- Maurice Pauwels
- Marcel Peeters
- Rik Pelckmans
- Cathy Penné
- Danielle Eliane Piana
- Bart Picqueur
- Lambert Pietkin
- Guillaume Pörteners
- André Porte
- Peter Preal
- Armand Preud'homme
- Arthur Prévost
- Walter Proost
- Simon Poulain
- Fernand Quinet
- Josef Ratajczak
- Rene Raymaekers
- Jean-François Redouté
- François De Ridder
- Herman Roelstraete
- Kris Roemers
- Fernand Rogister
- Fernand Ruelle
- Toon Rutten
- Florent Leonard Ruyssinck
- Jan Rypens
- Danny Scheepers
- Erwin Scheltjens
- Maurice Schoemaker
- Hans Scholliers
- Paul Schoovaerts
- Johan Schotte
- Léopold Schroeven
- Jan Segers
- Vincent Simenon
- Louis Slootmaeckers

- Marcel Slootmaeckers
- Roland Smeets
- Frans Smets
- Joseph-François Snel
- Mark Snackaert
- Willy Soenen
- André Souris
- Mathieu Spoel
- Dieter Staelens
- Wim Stas
- Michel-Joseph Steenebruggen
- Jean Steutelings
- Julien Stofferis
- Auguste Strauwen
- Jean Strauwen
- Jules-Emile Strauwen sr.
- Pierre Strauwen
- Kris Stroobants
- Erwin Swimberghe
- Fernand Terby
- Wilfried Theunissen
- Pierre Thielemans
- Michel Tilkin
- Karel Torfs
- Cornelius-Jean-Joseph Tuerlinckx
- Jacques Ubaghs
- Michel Ubaghs
- Werner Vandamme
- Othon-Joseph Vandenbroecke
- Nick Vandendriessche
- José Vandeplassche
- Armand Vanderhagen
- René Vandekerckhove
- Jozef Van der Meulen
- André Vandernoot
- Jan Van der Roost
- Hubert Vanderweckene
- Kenny Van Heuverswijn
- Jan Van Hove
- Jan Van Landeghem
- Raf Van Looveren
- Theo Vanderpoorten
- Maurice Van Mechelen
- Julien Vannetelbosch
- Eddy Vanoosthuyse
- Daniël Vanoverschelde
- Filip Vanpoucke
- Frans Ludo Verbeeck
- Karel Verbiest
- Renaat Veremans
- André Vergauwen
- Steven Verhaert
- Willy Verhelle
- André Verleye
- Hans Vermeersch
- Geert Verschaeve
- Alberic Verschoore
- John Levin Verweire
- Josée Vigneron-Ramackers
- Frans Violet
- Joost Vrolix
- André Waignein
- Emile Walnier
- Léon Walpot
- Franz Wangermée
- Firmin Wantier
- Louis Weemaels
- Pierre Weemaels
- Benny Wiame
- André Wilmet
- Juliaan Wittock
- Frans Zielens
- Ronald Zollman